# Lilla Sipos
Lilla Sipos (Mosonmagyaróvár, 14 luglio 1992) è una calciatrice ungherese, centrocampista dell'Astra Hungary e attaccante della nazionale ungherese.

## Carriera

### Club
Al termine della stagione ÖFB Frauen Bundesliga 2013-2014, disputata con il Südburgenland, società austriaca di Olbendorf, decide di non rinnovare il contratto per trasferirsi in Italia accordandosi con l'AGSM Verona. Alla sua prima stagione con la maglia gialloblu scende in campo 25 volte su 26 partite di campionato e, grazie alle 14 reti siglate, al termine del campionato conquista il suo primo scudetto personale e il quinto titolo di Campione d'Italia per la società.
Durante il calciomercato estivo decide di accordarsi con il St. Pölten, società austriaca neovincitrice del suo primo titolo nazionale e che le offre un posto da titolare nel reparto centrale dalla stagione entrante. Grazie alla vittoria del campionato Sipos e compagne disputano l'edizione 2015-16 della UEFA Women's Champions League dove ai sedicesimi incontra le ex compagne dell'AGSM Verona. Alla fine del campionato contribuisce a conquistare il primo posto in ÖFB Frauen Bundesliga e la quarta Coppa d'Austria femminile della società.

### Nazionale
Viene più volte convocata nelle rappresentative nazionali, passando dalle giovanili con l'Under-17 all'Under-19, per essere infine convocata nella nazionale maggiore.
Con la prima il suo esordio avviene in occasione delle qualificazioni all'edizione 2009 del Campionato europeo femminile Under 17 di calcio, nella partita valida per il primo turno di qualificazione nel Gruppo 3 giocata il 23 ottobre 2008 con le pari età della Moldavia, match terminato con netta vittoria delle ungheresi per 13 a 0.

## Palmarès

### Club
- ÖFB Frauen Bundesliga: 1

St. Pölten: 2015-2016
- Campionato italiano: 1

AGSM Verona: 2014-2015
- ÖFB-Ladies-Cup: 1

St. Pölten: 2015-2016
- Női Magyar Kupa: 1

Astra Hungary: 2012

### Individuale
- Capocannoniere del campionato ungherese: 1

2017-2018 (19 reti)